# HMS Cachalot (N83)
Le HMS Cachalot (Pennant number : N83) est l’un des six sous-marins mouilleur de mines de la classe Grampus appartenant à la Royal Navy. Il a été construit par Scotts Shipbuilding and Engineering Company, à Greenock, et lancé le 2 décembre 1937. Il a servi durant la Seconde Guerre mondiale dans les eaux territoriales britanniques et en mer Méditerranée. Il a été percuté et coulé par le torpilleur italien Generale Achille Papa le 30 juillet 1941.

## Conception
Après un prototype unique, le HMS Porpoise, construit en 1932, les cinq autres navires de la classe Grampus ont été lancés entre 1935 et 1938, avec une conception améliorée. Ces bâtiments de 82 mètres de long avaient un déplacement de 1 520 tonnes en surface et portaient 50 mines Mk XVI. Les mines sont stockées dans une galerie spéciale et transportées par un convoyeur intégré dans la coque extérieure, système qui avait été expérimenté avec le HMS M3 de classe M, devenu navire-école. Ces unités possédaient des ballasts qui formaient des excroissances de chaque côté de la coque.
La nécessité d'avoir des sous-marins mouilleurs de mines spécialisés devint moins évidente lorsque la Royal Navy fabriqua une mine pouvant être immergée par les tubes lance-torpilles de 533 mm.

## Engagements
Le HMS Cachalot (même sens qu’en français : cachalot) a été construit par Scotts Shipbuilding and Engineering Company à Greenock. La pose de sa quille a eu lieu le 2 mai 1936 et il a été lancé le 2 décembre 1937. Il est commissionné dans la Royal Navy le 15 août 1938.
En août 1940, le HMS Cachalot torpille et coule le sous-marin allemand U-51 dans le golfe de Gascogne. En septembre, le dragueur de mines auxiliaire allemand M 1604 / Österreich heurte une mine posée par le HMS Cachalot et coule.
Le HMS Cachalot est affecté pour opérer en Méditerranée en 1941.

## Naufrage
Le HMS Cachalot a quitté Malte le 26 juillet 1941, à destination d’Alexandrie. Le 30 juillet à 2 heures du matin, il aperçoit le destroyer italien Achille Papa et plonge. Après avoir refait surface, il est attaqué par le navire italien. Le HMS Cachalot tente de plonger à nouveau, mais l’écoutille supérieure se bloque, et le destroyer italien le percuta. L’équipage a abandonné le navire après l’avoir sabordé et tout le personnel, sauf un steward maltais, a été sauvé par les Italiens.